# Sophie Sorschag
Sophie Sorschag, född 14 november 1998, är en österrikisk backhoppare, som ingick i det österrikiska lag som vann guld i lagtävlingen i normalbacke vid VM 2021.